# Касамасса, Крис
Крис Касамасса (англ. Chris Casamassa; родился 17 января 1963) — американский мастер боевых искусств, каратист, актёр. Всемирно известен как исполнитель роли Скорпиона в фильмах «Смертельная битва», «Смертельная битва: Федерация боевых искусств» и в сериале «Смертельная битва: Завоевание».

## Биография
Крис Касамасса родился в Вифлееме, штат Пенсильвания. Отец — гуру карате Луис Д. Касамасса, основатель собственной школы боевых единоборств «Красный Дракон».
Касамасса изначально должен был сыграть в фильме «Смертельная битва» в массовке одного из многочисленных ниндзя, однако на кастинге он настолько впечатлил продюсеров, что они предложили ему роль Скорпиона. Суммарно Крис сыграл роль Скорпиона 3 раза, что является рекордом среди актёров.
Заниматься боевыми искусствами начал в четыре года, заявив отцу, что не отступит, пока не получит чёрный пояс. Крис Касамасса получил чёрный пояс 7-го дана по каратэ. Ушёл из большого спорта в 1992 году.

## Фильмография
| Год  |   | Русское название                             | Оригинальное название                     | Роль              |
| ---- | - | -------------------------------------------- | ----------------------------------------- | ----------------- |
| 1984 | ф | Парень-каратист                              | The Karate Kid                            | гость на турнире  |
| 1993 | ф | Сильнейший удар: Бой до смерти               | Shootfighter: Fight to the Death          | Креон             |
| 1995 | ф | Смертельная битва                            | Mortal Kombat                             | Скорпион          |
| 1997 | ф | Бэтмен и Робин                               | Batman & Robin                            | Бэтмен (дублёр)   |
| 1998 | ф | Смертельная битва: Завоевание                | Mortal Kombat: Conquest                   | Такеда / Скорпион |
| 1999 | с | Китайский городовой                          | Martial Law                               | каскадёр          |
| 2000 | ф | Смертельная битва: Федерация боевых искусств | Mortal Kombat: Federation of Martial Arts | Такеда / Скорпион |
| 2001 | с | Баффи — истребительница вампиров             | Buffy the Vampire Slayer                  | рыцарь-тамплиер   |
| 2004 | ф | Фантастический боец                          | Sci-Fighter                               | мастер Каратэ     |
| 2009 | ф | Красный холст                                | Art of Submission                         | ринг-Анонсер      |
| 2013 | ф | Здесь темно                                  | It's Dark Here                            | сэнсэй Крис       |